# Landeryk z Melsbroek
Landeryk z Melsbroe(c)k, również: Landeryk z Soignies, fr. Landry de Soignies (ur. we Francji, zm. ok. 700 w Melsbroek koło Brukseli) – biskup sufragan św. Autberta z Cambrai, opat Soignies i Hautmont, święty Kościoła katolickiego.

## Życiorys
Był jednym z czworga dzieci św. Wincentego Madelgariusza (+677) z Soignies (niderl. Zinnik w Belgii) i św. Waldetrudy (+688). Jego brat Dentelin zmarł w wieku siedmiu lat. Siostry: Adeltruda i Madelberta zostały zakonnicami a po śmierci również zostały otoczone kultem.
Jego ojciec ufundował klasztor najpierw w Hautmont, a następnie w Soignies dokąd się przeniósł. Landeryk został kapłanem i jako sufragan biskupa Cambrai przeniósł się do Melsbroek, skąd zarządzał i ewangelizował społeczność na obrzeżach diecezji. Krótko przed śmiercią ojca Alderyk został przełożonym opactwa w Soignies. Po jego śmierci porzucił diecezję i objął również opactwo w Hautmont.
Wspomnienie liturgiczne św. Landeryka obchodzone było 17 kwietnia.